# Combretum sundaicum
Combretum sundaicum är en tvåhjärtbladig växtart som beskrevs av Friedrich Anton Wilhelm Miquel. Combretum sundaicum ingår i släktet Combretum och familjen Combretaceae. Inga underarter finns listade i Catalogue of Life.